# Hatillo (Hatillo)
Hatillo es un barrio-pueblo ubicado en el municipio de Hatillo en el estado libre asociado de Puerto Rico. En el Censo de 2010 tenía una población de 3117 habitantes y una densidad poblacional de 1.437,85 personas por km².

## Geografía
Hatillo se encuentra ubicado en las coordenadas 18°29′2″N 66°49′30″O / 18.48389, -66.82500. Según la Oficina del Censo de los Estados Unidos, Hatillo tiene una superficie total de 2.17 km², de la cual 1.53 km² corresponden a tierra firme y (29.39%) 0.64 km² es agua.

## Demografía
Según el censo de 2010, había 3117 personas residiendo en Hatillo. La densidad de población era de 1.437,85 hab./km². De los 3117 habitantes, Hatillo estaba compuesto por el 87.01% blancos, el 7.03% eran afroamericanos, el 0.1% eran amerindios, el 0.26% eran asiáticos, el 3.37% eran de otras razas y el 2.25% pertenecían a dos o más razas. Del total de la población el 99.07% eran hispanos o latinos de cualquier raza.